# Festival national du film de République démocratique allemande
Le festival national du film de la République démocratique allemande (en allemand : Nationales Spielfilmfestival der DDR) était un festival de cinéma créé en 1980 en République démocratique allemande et consacré exclusivement aux productions nationales de longs métrages. Il s'est déroulé pour la première fois du 24 au 27 avril 1980 à Chemnitz.
Le festival était, avec le festival national Goldener Spatz (de) de Gera pour les films pour enfants de la RDA au cinéma et à la télévision et le festival du film documentaire de Neubrandenburg, probablement l'événement cinématographique le plus important de la RDA.
Le festival était organisé par le ministère de la culture de la RDA, l'association des professionnels du cinéma et de la télévision de la RDA en collaboration avec le conseil du district de Chemnitz.

## Grand prix
- 2e édition du festival en 1982 : La Fiancée (Die Verlobte) de Günther Rücker (de) et Günter Reisch
- 3e édition du festival en 1984 : Le Séjour (Der Aufenthalt) de Frank Beyer
- 4e édition du festival en 1986 : ex-aequo Blonder Tango (de) de Lothar Warneke et La Maison du fleuve (Das Haus am Fluß) de Roland Gräf
- 5e édition du festival en 1988 : Fallada: Letztes Kapitel de Roland Gräf
- 6e édition du festival en 1990 : Le Rendez-vous de Travers (Treffen in Travers) de Michael Gwisdek